# Prawosławie we Włoszech

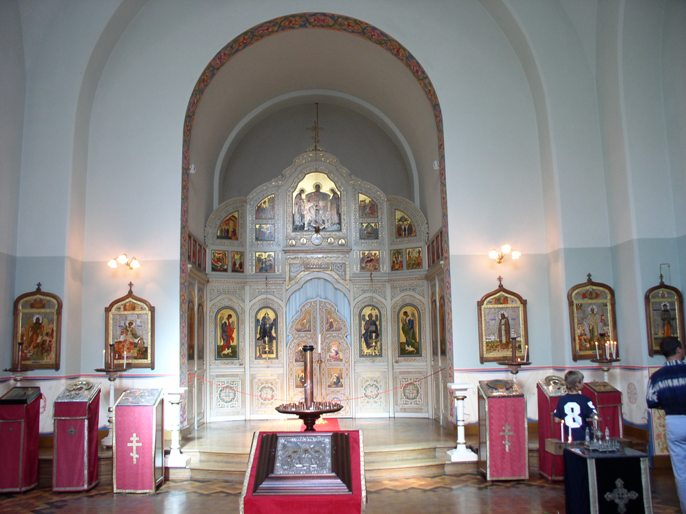
Wnętrze cerkwi w San Remo (Patriarchat Konstantynopolitański)

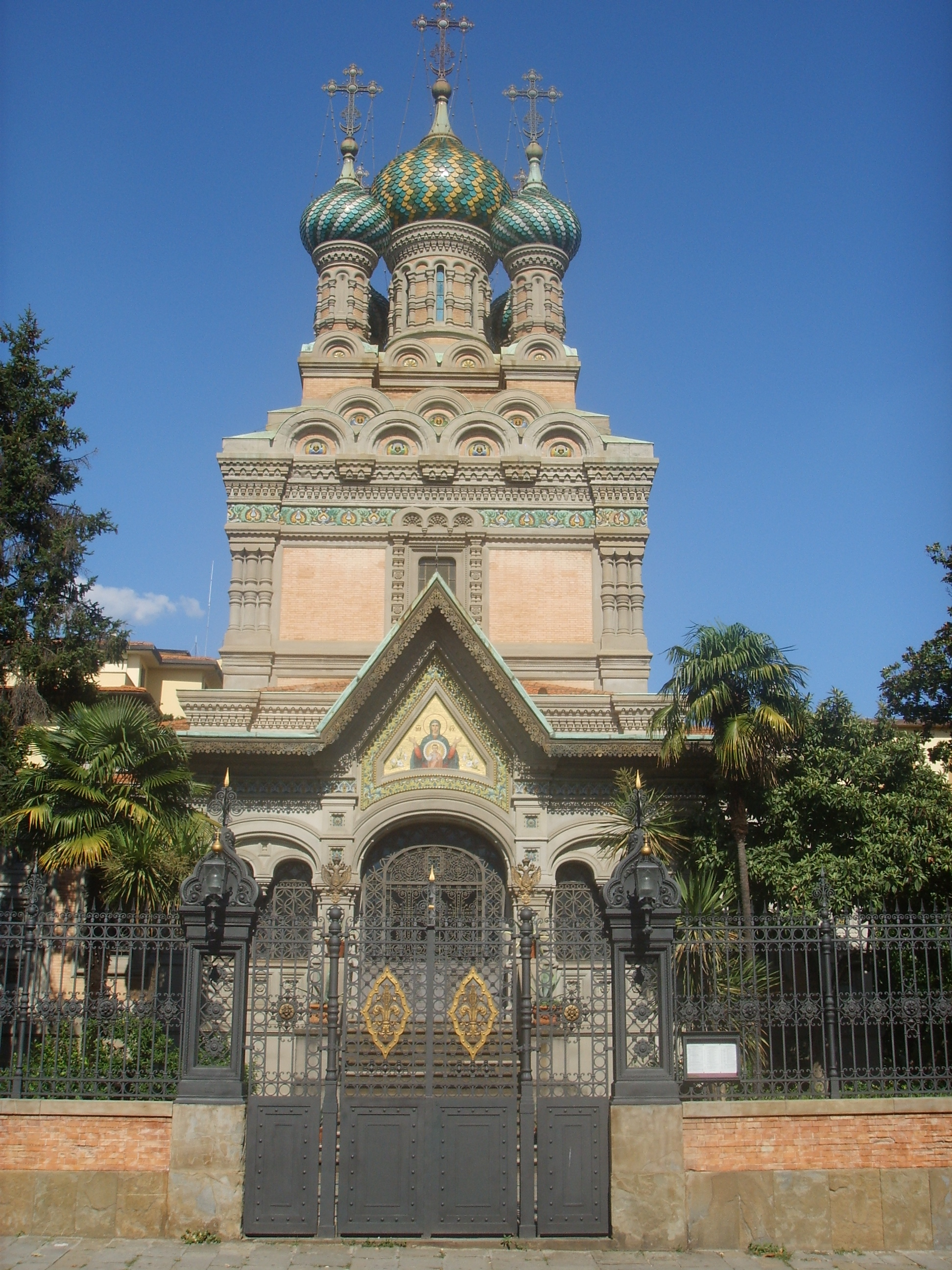
Cerkiew Narodzenia Pańskiego i św. Mikołaja we Florencji (Patriarchat Konstantynopolitański)

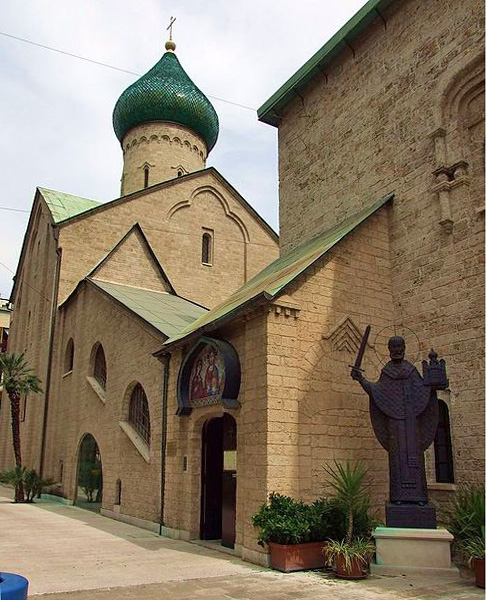
Cerkiew św. Mikołaja w Bari (Rosyjski Kościół Prawosławny)

Prawosławie we Włoszech jest religią tradycyjnie związaną z mniejszościami rosyjską i grecką, a od lat 90. – z imigrantami przybywającymi z krajów bałkańskich. Ich liczba, ze względu na dużą mobilność tych ostatnich grup oraz niedostatek precyzyjnych wyliczeń, pozostaje trudna do ustalenia i jest szacowana na ponad 1 milion.

## Rumuński Kościół Prawosławny
Prawosławna mniejszość rumuńska pojawiła się we Włoszech po 1989, stając się największą narodowościowo grupą w obrębie wyznawców tej religii. W 2010 Operation World oszacowało ich liczbę na 530 tysięcy. Posiadają oni 41 parafii, które należą do metropolii Europy Zachodniej i Południowej tego Kościoła. W większości mieszczą się one w budynkach wynajmowanych od Kościoła rzymskokatolickiego.

## Ukraiński Kościół Prawosławny
Według Operation World w 2010 r. był drugim pod względem wielkości Kościołem prawosławnym we Włoszech i skupiał 210 tysięcy wyznawców.

## Patriarchat Konstantynopolitański
Początki prawosławia we Włoszech wiążą się z obecnością na terenie dzisiejszych Włoch greckich kupców. Pierwsza wzniesiona przez nich w 1573 cerkiew nosiła wezwanie św. Grzegorza i znajdowała się w Wenecji. Do 1797 funkcjonowała przy niej akademia teologiczna. Greccy kupcy i dyplomaci organizowali również cerkwie domowe oraz fundowali cerkwie, które jednak w swojej architekturze nie posiadały wyraźnych cech stylu bizantyjskiego. Dalszy wzrost liczby Greków we Włoszech miał miejsce po I wojnie światowej. Wzrost liczebności tej grupy sprawił, że w 1991 patriarcha Konstantynopola powołał do życia metropolię włoską i Egzarchat Europy Południowej z siedzibą w Wenecji. Jego katedrą jest sobór św. Jerzego w Wenecji. Według danych metropolii we Włoszech żyje ok. 150 tys. prawosławnych Greków.
Jedynie Patriarchat Konstantynopolitański posiada we Włoszech monastery. W Kalabrii funkcjonuje monaster św. Jana założony przez mnichów z góry Athos. Żeński klasztor Przemienienia Pańskiego działa w mieście Montaner.
Patriarchatowi Konstantynopolitańskiemu podlega też wikariat włoski, wchodzący w skład Zachodnioeuropejskiego Egzarchatu Parafii Rosyjskich. Do wikariatu należą 4 parafie i jeden żeński skit.

## Rosyjski Kościół Prawosławny
W II poł. XIX wieku Włochy stały się jednym z celów okazjonalnych lub stałych wyjazdów arystokracji rosyjskiej. W tym czasie powstały, głównie z prywatnych inicjatyw, cerkwie we Florencji, Bari i San Remo. Rosyjskie parafie były jednak niewielkie liczebnie – liczyły po kilkadziesiąt osób i były obsługiwane przez kler rosyjski.
Liczba Rosjan mieszkających we Włoszech wzrosła na fali białej emigracji rosyjskiej w latach 20. XX wieku. W tym czasie część parafii, które straciły pomoc finansową od rządu rosyjskiego, przestała istnieć, część pozostałych przeszła pod jurysdykcję Rosyjskiego Kościoła Prawosławnego poza granicami Rosji. Po II wojnie światowej we Włoszech osiedliła się kolejna grupa prawosławnych Rosjan.
W latach 60. przy patriarchacie moskiewskim powstały pierwsze grupy prawosławnych konwertytów włoskich, działające głównie na Sycylii i nieprzyjęte wcześniej przez Patriarchat Konstantynopolitański. Liczebność tych wspólnot jest trudna do określenia. Niektóre z nich kilkakrotnie zmieniały przynależność jurysdykcyjną, czasowo podlegając patriarchom Serbii, Bułgarii, Polskiemu Autokefalicznemu Kościołowi Prawosławnemu, różnym Kościołom niekanonicznym lub przechodząc do Asyryjskiego Kościoła Wschodu. W parafiach, które pozostały przy patriarchacie Moskwy, pracuje kler narodowości rosyjskiej. W jurysdykcji patriarchatu moskiewskiego znajdują się również pojedyncze parafie mołdawsko- i ukraińskojęzyczne.

## Serbski Kościół Prawosławny
Pierwsza cerkiew pozostająca w jurysdykcji patriarchy Serbii na terenie dzisiejszych Włoch powstała w Trieście na skutek podziału parafii należącej dawniej do Greckiego Kościoła Prawosławnego w XIX wieku. Liczba prawosławnych Serbów wzrosła na skutek emigracji po wojnach bałkańskich w latach 90. XX wieku, jednak grupa ta aktywna jest niemal wyłącznie na północy kraju i skupia się wokół parafii w Trieście.

## Bułgarski Kościół Prawosławny
Od 2003 działa parafia w Rzymie.

## Staroobrzędowcy
Na fali emigracji z Rumunii we Włoszech pojawiła się grupa staroobrzędowców z Rosyjskiej Prawosławnej Cerkwi Staroobrzędowej (białokrynickiej). Założyli oni parafię w Turynie, która jest pierwszą placówką duszpasterską staroobrzędowców w Europie Zachodniej.